# ウノ (マリアーノ・モーレスの曲)
ウノ(Uno)とは、マリアーノ・モーレス作曲の1943年に発表のタンゴ。

## 概要
「人は～する」の「人」という意味である。
エンリケ・サントス・ディセポロの歌詞がついていて、歌つきで演奏されることが多い。
アニバル・トロイロ楽団の演奏に、アルベルト・マリーノ(Alberto Marino)の歌が付いているレコード録音がよく聴かれる。
最近では、レオポルド・フェデリコ楽団の演奏に、スサーナ・リナルディ の歌の録音も、人気がある。